# Byblis filifolia
Byblis filifolia (укр. Бібліс нитколистовий) — вид хижих рослин з роду бібліс.

## Ареал та екологія

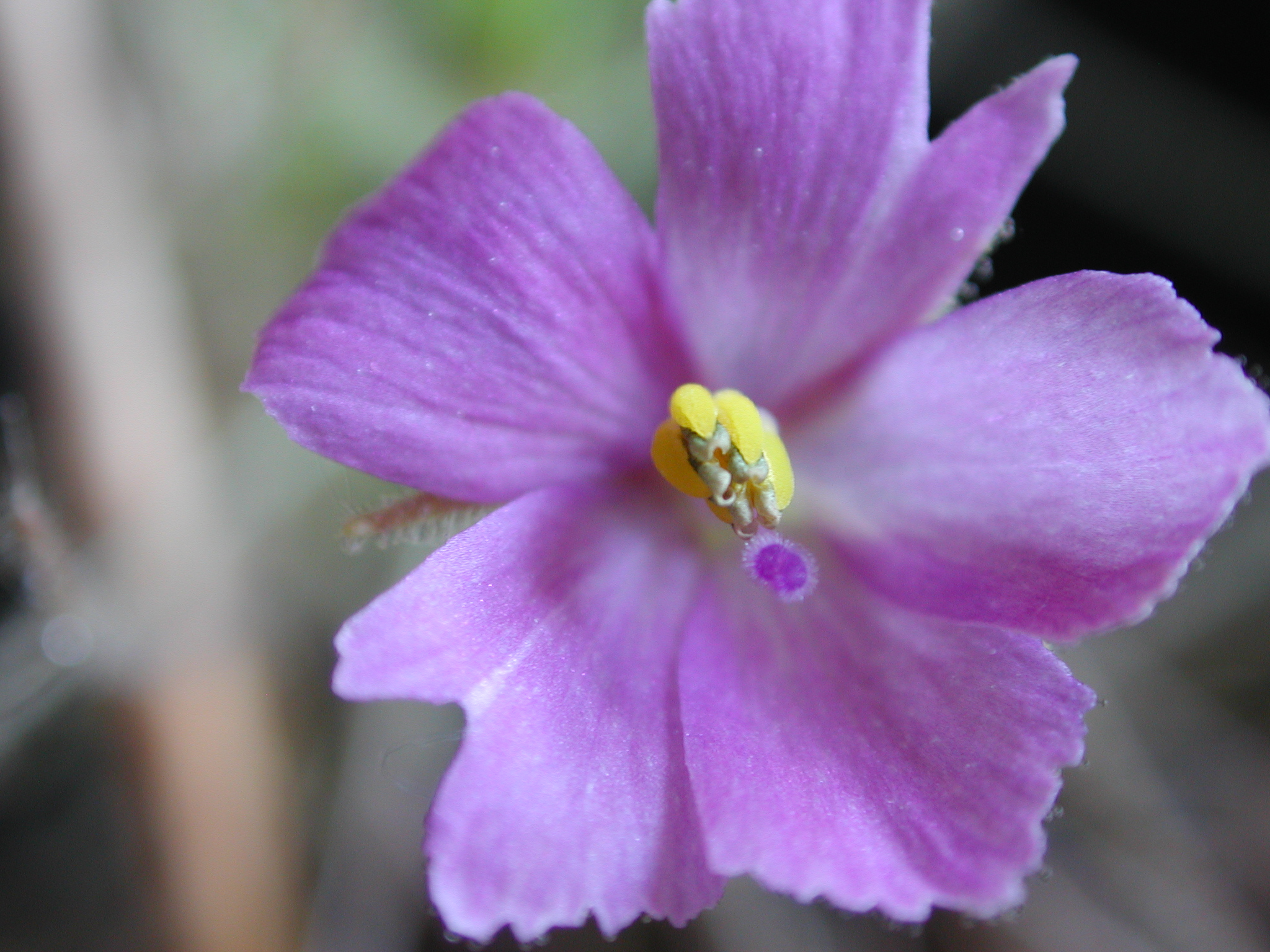
Квітка Byblis filifolia

- Австралія — Північна територія (північ), Західна Австралія (північ), Кімберлі.

## Охорона
Byblis filifolia входить до Червоного списку Міжнародного союзу охорони природи видів, з найменшим ризиком (LC).  Популяції цього виду здаються досить стійкими.
Byblis filifolia, як і всі інші види Біблісових входить до списку СІТЕС.